# فرزند (فیلم ۱۹۹۶)
«فرزند» (انگلیسی: Offspring (1996 film)) یک فیلم است که در سال ۱۹۹۶ منتشر شد.